# Lide Erbina
Lide Erbina Araña (Villafranca de Ordicia, 19 de diciembre de 2000) es una jugadora de rugby española. Su padre Iñaki, su sobrino Beñat y su hermana Amaia también son jugadores de rugby. 
Actualmente se encuentra sin equipo ya que se encuentra centrada en sus estudios. Pero no descarta una vuelta al rugby profesional.

## Trayectoria
Empezó a jugar en el Ordizia Rugby Elkartea y debutó con la selección española en 2018. Ese mismo año es fichada por el Cisneros, en el mismo equipo que jugaba su hermana Amaia Erbina.  En 2021 fichó por el Eibar Rugby Taldea. 
En 2018 recibió el premio a la mejor debutante en las VII Series Mundiales de Rugby, con la selección española. 